# Диллингены
Диллингены или графы фон Диллинген (нем. Grafen von Dillingen) — швабский дворянский род, получивший своё наименование от фамильного замка в г. Диллинген, основанного в IX—X веках.
Род Дилинген происходит из более древнего рода Хупалдингер (нем. Hupaldinger), резиденция которого находилась в городе Виттислинген.
Графский род Диллинген-Кибург (или просто Кибург), ветвь Диллингенов, возник в результате брака Адельгейды, дочери Адальберта, последнего графа Тургау, сеньора Винтертур, с Хартманном I фон Диллинген (ум. 1121). В качестве приданого Хартманн I Диллинген получил замок Кибург. Хартманн I прославился как один из участников Первого крестового похода.
Внук Хартманна I и Адельгейды Хартманн III Диллинген при разделе фамильных владений получил швейцарские земли с центром в замке Кибург, который и дал название этой ветви Диллингенов. Графы Диллинген-Кибурги, являлись вторым по значимости после Габсбургов знатным родом на территории средневековой Швейцарии. После пресечения в 1264 году рода Диллинген-Кибург их владения отошли по наследству Габсбургам.
Представители графского рода фон Диллинген многократно занимали епископские кафедры в германских епархиях (Аугсбурга, Констанца и дугих) и основали несколько монастырей (например, бенедиктинское аббатство в Нересхайме (1095), августинский монастырь в Кройцлингене (1125)).

## Знаменитые представители рода
- Адальберо Аугсбургский — епископ Аугсбурга (887—28.04.909), воспитатель короля Людвига IV Дитя
- Святой Ульрих — князь-епископ Аугсбурга (923—973), святой покровитель Швабии
- Ульрих фон Кибург-Диллинген — епископ Констанца (1111—1127)